# ハオール

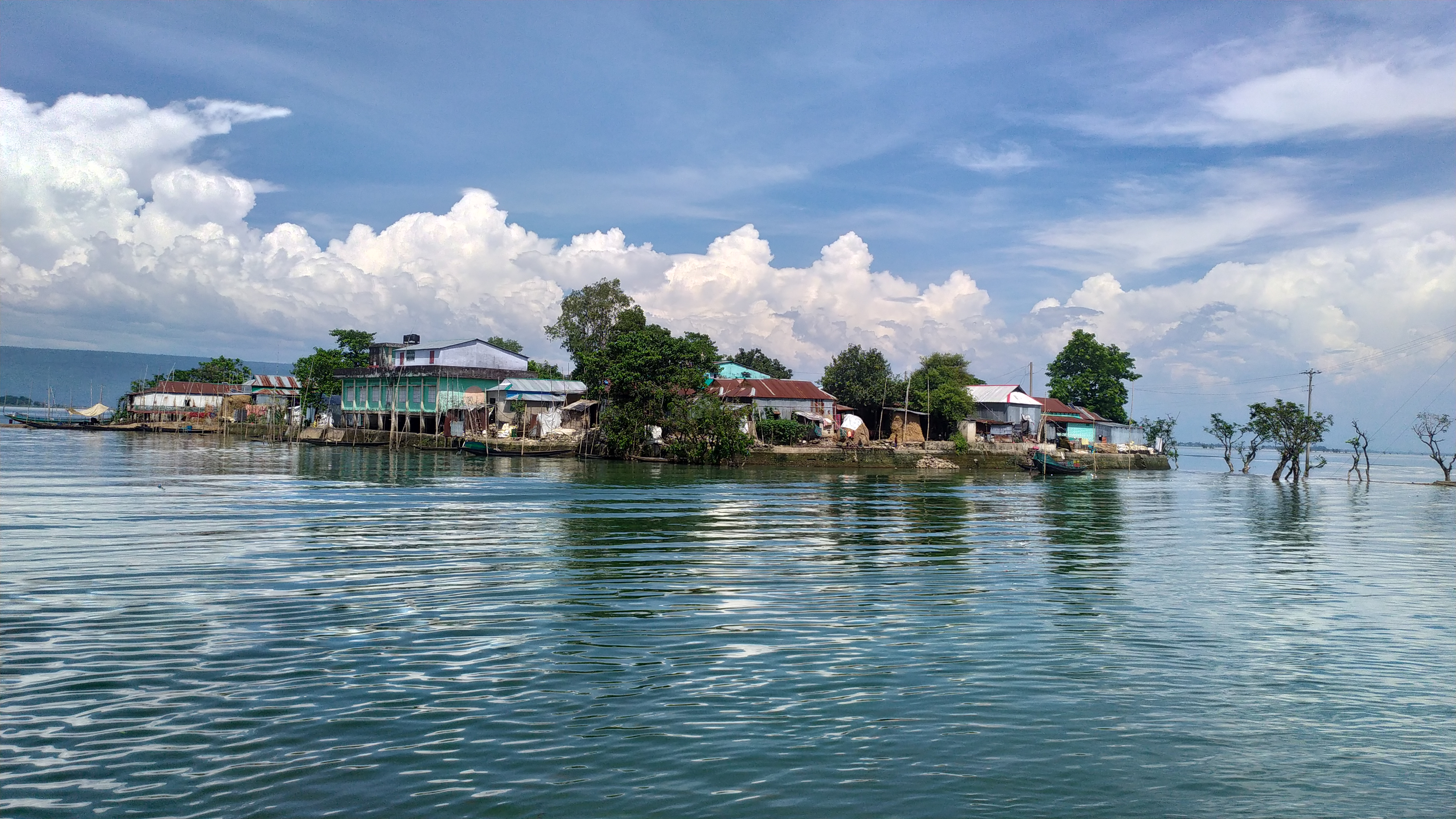
タンガーハオールの集落

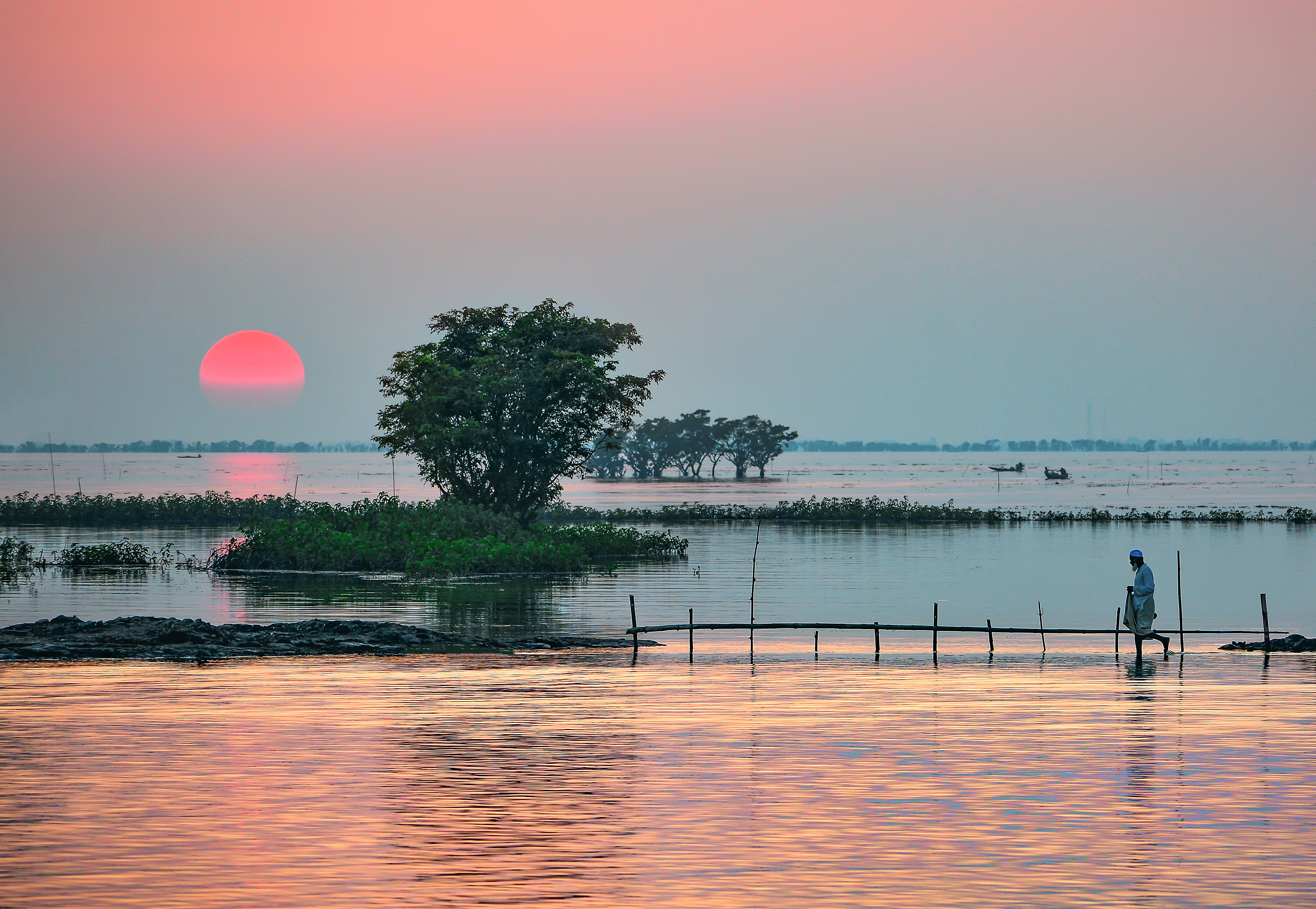
タンガーハオールの夕日

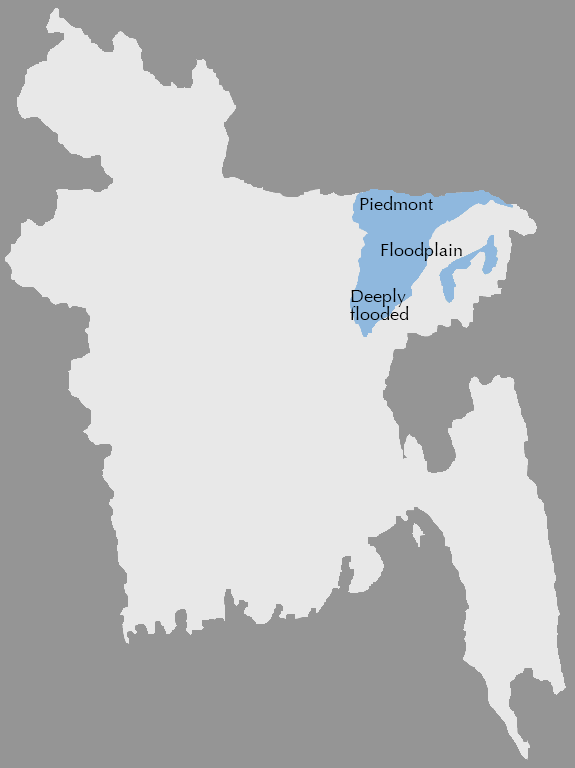
ハオール地域の地図

ハオール（Haor）とは、バングラデシュ北東部に広がる氾濫原。

## 概要
バングラデシュ北東部を流れるメグナ川水系のスルマ川とクシヤラ川流域のハオールと呼ばれる氾濫原では雨季には高台に築かれた集落の居住区を除いてほぼ全域が水没する。乾季は水が引くためこの地域の人々は乾季は稲作などの農業を、雨季は漁業を営み生活していたが、気候変動に伴う雨季の長期化やボンナ(Banna)の発生などで同地に住む人々は打撃を受けている。
雨季にはほぼ全域が水没するため、子供の教育のために余分に舟を持つことのできない家庭の子供たちは学校に行くことができなかった。そのため支援団体によって船内で授業のできるボートによる授業が行われている。
なおベンガル語には似たような低湿地帯を表す言葉としてハオールの他にビール (湿地)、バオール(baor)、ジール(jheel)がある。ビールはバングラデシュ全土及びインド西ベンガル州周辺に存在する乾季も水を湛える湿地のことを指し、バオールとジールはクミッラ県、ファリドプル県、ダッカ県、パブナ県などに多く存在する三日月湖を指す。